# Orthodontium humile
Orthodontium humile là một loài rêu trong họ Bryaceae. Loài này được Mont. Mitt. mô tả khoa học đầu tiên năm 1869.